# Peter's Friends
Pour plus de détails, voir Fiche technique et Distribution.
Peter's Friends (ou Les amis de Peter au Québec) est un film britannique réalisé par Kenneth Branagh et sorti en 1992.

## Synopsis
Peter Morton réunit pour le Nouvel An dans son manoir - qu'il vient d'obtenir en héritage - ses amis qu'il n'a pas revus depuis dix ans. Ils étaient tous autrefois à Cambridge et se sont connus en jouant dans la même troupe estudiantine de théâtre. Depuis lors leurs chemins ont pris différentes directions. Il y a Andrew, devenu écrivain à Hollywood et venu avec sa femme américaine Carol, star de la télévision américaine qu'il a épousée il y a trois ans ; Roger et Mary qui sont mariés et qui composent des jingles ; Sarah costumière à la grande allure et venue avec son nouvel amant Brian, plutôt grossier ; Maggie l'excentrique qui travaille dans le monde de l'édition ; Il y a là également Vera, qui est l'intendante de la maison, et son fils Paul, dix-sept ans.
Le père de Peter est mort récemment et lui a laissé le manoir en héritage. Peter Morton a l'intention de le vendre après ce week-end entre amis. Andrew et Carol, malgré une vie conjugale troublée, jouent leur rôle dans le registre de la comédie, tandis que Roger et Mary se remettent à peine d'une tragédie personnelle qui est lentement révélée au spectateur au cours du film. Maggie l'esseulée est venue avec la ferme intention de convaincre Peter à être plus que de simples bons amis et Sarah n'est pas satisfaite de sa nouvelle vie de couple avec Brian. Pendant ce temps Peter se voit forcé à révéler à ses amis une nouvelle grave.

## Fiche technique
Sauf indication contraire, les informations mentionnées dans cette section peuvent être confirmées par la base de données cinématographiques IMDb,  présente dans la section « Liens externes ».
- Titre original et français : Peter's Friends
- Titre québécois : Les Amis de Peter
- Réalisation : Kenneth Branagh
- Scénario : Rita Rudner et Martin Bergman
- Supervision musicale : Clive Farrell
- Direction artistique : Martin Childs
- Décors : Tim Harvey
- Costumes : Susan Coates et Stephanie Collie
- Photographie : Roger Lanser
- Montage : Andrew Marcus
- Production : Kenneth Branagh
  - Coproduction : Martin Bergman
  - Production déléguée : Stephen Evans
  - Production exécutive : David Parfitt
- Sociétés de production : BBC, Channel Four Films, Renaissance Films et The Samuel Goldwyn Company
- Sociétés de distribution : Entertainment Film Distributors (Royaume-Uni), The Samuel Goldwyn Company (États-Unis), UGC (France)
- Budget : 2,5–6 millions US[3]
- Pays de production :  Royaume-Uni
- Langue originale : anglais
- Format : couleur (Technicolor) — 35 mm — 1,85:1 — son Dolby SR
- Genre : comédie dramatique, romance
- Durée : 101 minutes
- Dates de sortie :
  - Canada : 18 septembre 1992 (festival de Toronto)
  - Royaume-Uni : 13 novembre 1992
  - France : 27 janvier 1993
- Classification : tous publics lors de sa sortie en France

## Distribution
- Kenneth Branagh (VF : Patrick Poivey) : Andrew Benson
- Stephen Fry (VF : Jacques Frantz) : Peter Morton
- Emma Thompson (VF : Frédérique Tirmont) : Maggie Chester
- Hugh Laurie (VF : Michel Papineschi) : Roger Charleston
- Tony Slattery (en) (VF : Daniel Russo) : Brian
- Rita Rudner (VF : Élisabeth Wiener) : Carol Benson
- Imelda Staunton (VF : Josiane Pinson) : Mary Charleston
- Alphonsia Emmanuel (VF : Maïk Darah) : Sarah Johnson
- Phyllida Law[4] (VF : Colette Venhard) : Vera
- Alex Lowe : Paul

## Production

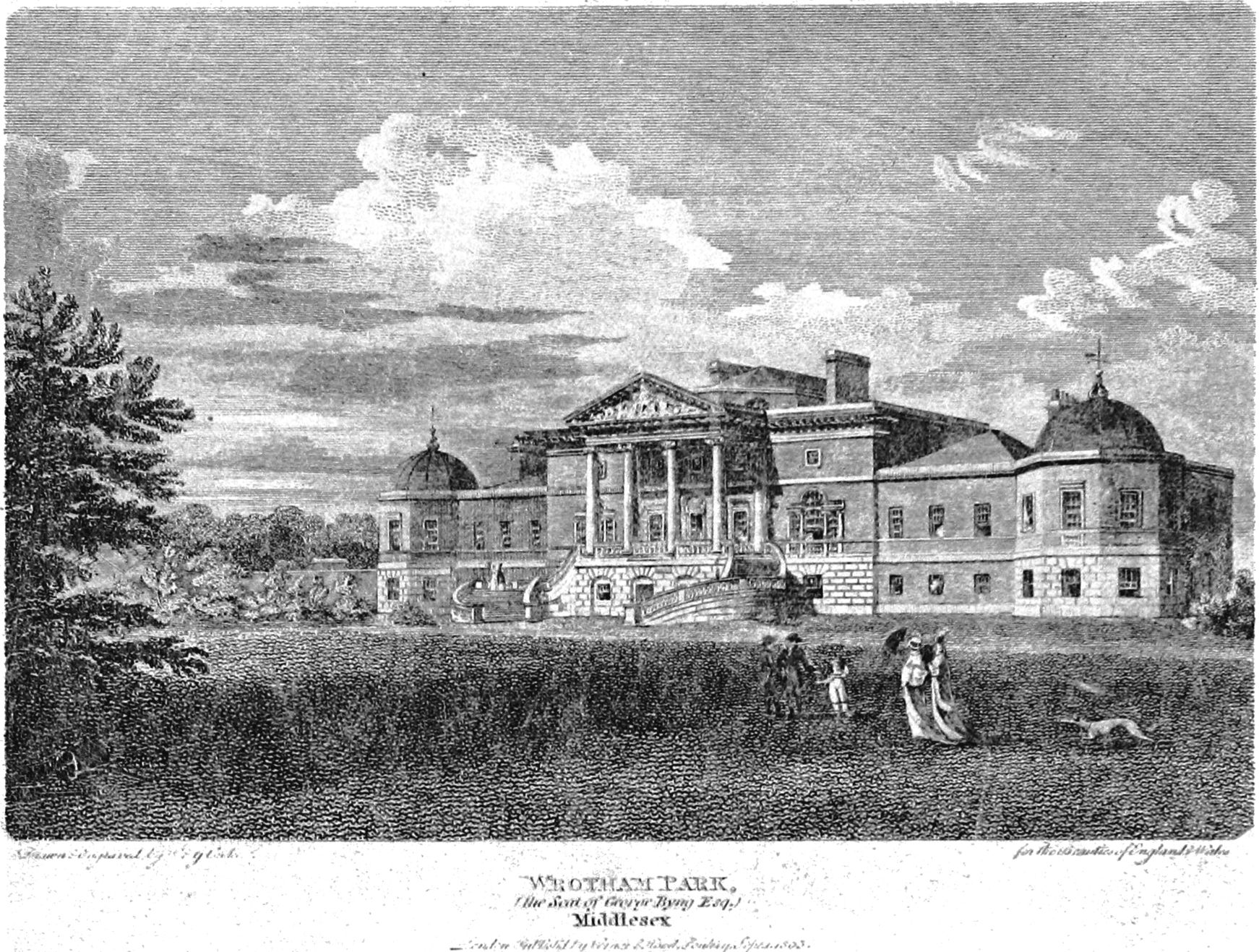
Wrotham Park

Plusieurs acteurs du film ont réellement fréquenté l'Université de Cambridge : Stephen Fry, Emma Thompson, Hugh Laurie et Tony Slattery (en). Emma Thompson (qui joue le rôle de Maggie) et Kenneth Branagh se sont mariés pendant la production du film en 1989 (ils divorceront en 1995).
Le tournage a lieu à Wrotham Park dans le Hertfordshire.

## Chansons du film
- You're My Best Friend (Queen)
- Everybody Wants to Rule the World (Tears for Fears)
- My Baby Just Cares for Me (Nina Simone)
- Hungry Heart (Bruce Springsteen)
- What's Love Got to Do with It (Tina Turner)
- Río (Michael Nesmith)
- Wherever I Lay My Hat (That's My Home) (Paul Young)
- I Guess That's Why They Call It The Blue (Elton John)
- Don't Get Me Wrong (The Pretenders)
- Girls Just Want to Have Fun (Cyndi Lauper)
- Give Me Strength (Eric Clapton)
- Générique de fin : As The Days Go By  (Daryl Braithwaite)

## Accueil
Peter's Friends a rapporté plus de 4 millions de $ aux États-Unis et 3,1 millions de £ au Royaume-Uni. En France, il totalise 557 576 entrées.